# 白鳳 (天順進士)
白鳳（1426年—？），字世禎，河南開封府儀封縣人，明朝政治人物。

## 生平
景泰七年（1456年）丙子科河南鄉試第四十七名舉人，天順元年（1457年）中式丁丑科會試第一百五十一名，三甲第一百八十七名進士。累官陝西苑馬寺卿。

## 家族
曾祖白仲達；祖父白克明；父白源，縣丞。